# Lijst van voetbalinterlands Bolivia - El Salvador
Deze lijst van voetbalinterlands is een overzicht van alle officiële voetbalwedstrijden tussen de nationale teams van Bolivia en El Salvador. De landen speelden tot op heden vijf keer tegen elkaar. De eerste ontmoeting, een vriendschappelijke wedstrijd, werd gespeeld in San Salvador op 12 maart 1993. Het laatste duel, eveneens een vriendschappelijke wedstrijd, vond plaats op 5 november 2021 in Washington D.C. (Verenigde Staten).

## Wedstrijden
| № | Plaats          | Datum            | Competitie        | Wedstrijd             | Uitslag |
| - | --------------- | ---------------- | ----------------- | --------------------- | ------- |
| 1 | San Salvador    | 12 maart 1993    | Vriendschappelijk | El Salvador – Bolivia | 2 – 2   |
| 2 | Washington D.C. | 5 mei 1996       | Vriendschappelijk | Bolivia – El Salvador | 1 – 1   |
| 3 | La Paz          | 15 november 2006 | Vriendschappelijk | Bolivia – El Salvador | 5 – 1   |
| 4 | Washington D.C. | 22 oktober 2008  | Vriendschappelijk | Bolivia – El Salvador | 0 – 2   |
| 5 | Washington D.C. | 5 november 2021  | Vriendschappelijk | El Salvador − Bolivia | 0 − 1   |

## Samenvatting
| Competitie        | Totaal gespeeld | Winst Bolivia | Gelijk | Winst El Salvador | Doelsaldo Bolivia – El Salvador |
| ----------------- | --------------- | ------------- | ------ | ----------------- | ------------------------------- |
| Vriendschappelijk | 5               | 2             | 2      | 1                 | 9 − 6                           |
| Totaal            | 5               | 2             | 2      | 1                 | 9 − 6                           |

Wedstrijden bepaald door strafschoppen worden, in lijn met de FIFA, als een gelijkspel gerekend.

## Details

### Eerste ontmoeting
| Vriendschappelijk (San Salvador, El Salvador, 12 maart 1993): |              | |
| El Salvador | 2 – 2        | Bolivia |
| Raúl Díaz Arce 41' Raúl Díaz Arce 72' | goals        | 33' Johnny Villarroel 88' Ramiro Castillo |
| Jorge Vieira | bondscoach   | Xabier Azkargorta |
| Carlos Rivera Geovanni Trigueros 82' Jorge Abrego Leonel Cárcamo William Osorio Carlos Castro Borja 82' Guillermo Rivera Julio Palacios 62' Milton Meléndez William Renderos Raúl Díaz Arce | opstellingen | Darío Rojas Juan Manuel Peña Luis Cristaldo Marcos Francisquini Modesto Soruco Sergio Rivero 79' Francisco Takeo 52' Johnny Villarroel José Milton Melgar Ramiro Castillo 60' Modesto Molina |
| Óscar Antonio Ulloa 62' Fredy Orellana 82' Pedro Vásquez 82' | wissels      | 52' Juan Carlos Ríos 60' Serafín Gareca 79' Mario Pinedo |

### Tweede ontmoeting
| Vriendschappelijk (Washington D.C., Verenigde Staten, 5 mei 1996): |       |                      |
| Bolivia                                                            | 1 – 1 | El Salvador          |
| Berthy Suárez 4'                                                   | goals | 30' Guillermo Rivera |

### Derde ontmoeting
| Vriendschappelijk (La Paz, Bolivia, 15 november 2006):                                   |       |                |
| Bolivia                                                                                  | 5 – 1 | El Salvador    |
| Nelson Sossa 29' Juan Carlos Arce 33' Óscar Sánchez 41' Leonel Reyes 82' Darwin Peña 90' | goals | 52' Alex Erazo |
| - Eerste duel van Bolivia onder leiding van bondscoach Erwin Sánchez.                    |       |                |

### Vierde ontmoeting
| Vriendschappelijk (Washington D.C., Verenigde Staten, 22 oktober 2008): |       |                                         |
| Bolivia                                                                 | 0 – 2 | El Salvador                             |
|                                                                         | goals | 41' Eliseo Quintanilla 89' Osael Romero |